# Communauté de communes du Canton de Brécey
Die Communauté de communes du Canton de Brécey war ein Gemeindeverband (Communauté de communes) im französischen Département Manche in der damaligen Region Basse-Normandie. Er war nach dem ehemaligen Wahlkreis Kanton Brécey benannt und wurde am 1. Januar 1993 gegründet. 2013 wurde er mit der Communauté de communes du Tertre zur neuen Communauté de communes du Val de Sée vereinigt.

## Mitgliedsgemeinden
| - Braffais - Brécey - Cuves - La Chaise-Baudouin - La Chapelle-Urée | - Le Grand-Celland - Le Petit-Celland - Les Cresnays - Les Loges-sur-Brécey - Notre-Dame-de-Livoye | - Saint-Georges-de-Livoye - Saint-Jean-du-Corail-des-Bois - Saint-Nicolas-des-Bois - Tirepied - Vernix |